# Solà de la Teulera (Bóixols)

El Solà de la Teulera, respecte del terme d'Abella de la Conca

El Solà de la Teulera, és una solana del terme municipal d'Abella de la Conca, a la comarca del Pallars Jussà, en territori del poble de Bóixols.
Està situat al sud-est del poble de Bóixols, a migdia de les Roques de Cal Taó, al nord-est de Cal Plomall, a la part baixa de les Costes. És una part de la partida rural de Font Freda.

## Etimologia
Es tracta d'un topònim romànic modern de caràcter descriptiu: és una solana que rep el nom d'una antiga teulera que hi havia hagut en aquell indret.